# Daniel Agyei
Daniel Agyei (Dansoman, 10 novembre 1989) è un ex calciatore ghanese, di ruolo portiere.

## Carriera

### Club
Passato dal B.T. International alle giovanili del Liberty Professionals, è stato aggregato in prima squadra nel 2008.

### Nazionale
Con la Nazionale di calcio del Ghana Under-20 ha vinto il campionato mondiale di calcio Under-20 2009.
Ha debuttato in nazionale, il 5 maggio 2010, in occasione dell'amichevole contro la Lettonia terminata per 1-0 in favore delle Black Stars. Figura tra i 23 convocati del Ghana per il Mondiale 2010 in Sudafrica.

## Statistiche

### Cronologia presenze e reti in nazionale
| Cronologia completa delle presenze e delle reti in nazionale ― Ghana | Cronologia completa delle presenze e delle reti in nazionale ― Ghana | Cronologia completa delle presenze e delle reti in nazionale ― Ghana | Cronologia completa delle presenze e delle reti in nazionale ― Ghana | Cronologia completa delle presenze e delle reti in nazionale ― Ghana | Cronologia completa delle presenze e delle reti in nazionale ― Ghana | Cronologia completa delle presenze e delle reti in nazionale ― Ghana | Cronologia completa delle presenze e delle reti in nazionale ― Ghana |
| Data                                                                 | Città                                                                | In casa                                                              | Risultato                                                            | Ospiti                                                               | Competizione                                                         | Reti                                                                 | Note                                                                 |
| -------------------------------------------------------------------- | -------------------------------------------------------------------- | -------------------------------------------------------------------- | -------------------------------------------------------------------- | -------------------------------------------------------------------- | -------------------------------------------------------------------- | -------------------------------------------------------------------- | -------------------------------------------------------------------- |
| 18-11-2009                                                           | Luanda                                                               | Angola                                                               | 0 – 0                                                                | Ghana                                                                | Amichevole                                                           | -                                                                    |                                                                      |
| 3-3-2010                                                             | Sarajevo                                                             | Bosnia ed Erzegovina                                                 | 2 – 1                                                                | Ghana                                                                | Amichevole                                                           | -2                                                                   |                                                                      |
| 5-6-2010                                                             | Milton Keynes                                                        | Ghana                                                                | 1 – 0                                                                | Lettonia                                                             | Amichevole                                                           | -                                                                    |                                                                      |
| 11-8-2010                                                            | Johannesburg                                                         | Sudafrica                                                            | 1 – 0                                                                | Ghana                                                                | Amichevole                                                           | -                                                                    | 46’                                                                  |
| 13-1-2013                                                            | Kumasi                                                               | Ghana                                                                | 4 – 2                                                                | Tunisia                                                              | Amichevole                                                           | -1                                                                   | 46’                                                                  |
| Totale                                                               |                                                                      | Presenze                                                             | 5                                                                    |                                                                      | Reti                                                                 | -3                                                                   |                                                                      |

## Palmarès

### Nazionale

#### Competizioni giovanili
- Campionato mondiale Under-20: 1

Egitto 2009